# Draconian
Draconian é uma banda de doom metal formada na Suécia em maio de 1994, primeiramente com o nome de Kerberos.

## Biografia
Em 1994 Johan Ericson (vocais e bateria), Jesper Stolpe (vocais e baixo) e Andy Hindenäs (guitarra) montaram a banda Kerberos. A proposta inicial de um death heavy melódico indo de encontro ao black metal foi logo deixada de lado, na busca de um som próprio dentro do doom gótico, investimento que só foi possível com a entrada do vocalista e poeta Anders Jacobsson, sete meses depois da criação da banda, que mudou o nome para Draconian. Considerada uma das bandas mais pesadas de doom/gothic, com melodias densas que remetem notavelmente ao romantismo.
Shades of a Lost Moon, a primeira demo, foi gravada em Outubro de 1995 e contou com a participação da flautista e vocalista Jessica Eriksson, da tecladista e vocalista Susanne Arvidsson e com Andreas Haag, na introdução de "My Nemesis". Depois do lançamento da demo, em Janeiro de 1996, o guitarrista Magnus Bergström juntou-se á banda. Como não obtiveram nenhuma proposta das editoras, gravaram uma segunda demo, In Glorious Victory, em 1997. Contudo, o resultado não foi o pretendido e a demo acabou por não ser lançada. Susanne Arvidsson deixou a banda em 1997 por motivos pessoais e Andreas Karlsson foi o escolhido para o seu lugar.
Depois de dois anos dedicados só a concertos, a banda entra em estúdio em Agosto de 1999 para gravar a demo The Closed Eyes of Paradise. Susanne Arvidsson foi convidada para fazer os vocais femininos. A demo tinha alguns problemas de produção, pelo que em Maio e Junho de 2000 Andreas Karlsson, Anders Jacobsson e Johan Ericson tentaram melhorar a mixagem do álbum, antes de o apresentarem aos fans.
O guitarrista Andy Hindenäs deixou a banda e foi substituído por Johan Ericson, que deixou a bateria a cargo de Jerry Torstensson. Dark Oceans We Cry foi gravado em 2002, e assegurou um contrato com a Napalm Records.
Os suecos lançaram o seu debut CD, Where Lovers Mourn em 2003. Assim que terminaram a divulgação deste álbum, partiram para a gravação do segundo trabalho, Arcane Rain Fell (2005). O nível alcançado pela banda neste disco é bem caracterizado na épica Death, Come Near Me e seus 15 minutos de perfeito desenvolvimento e alta musicalidade, demonstrando uma evolução impressionante que os leva a figurar, ao lado de nomes com My Dying Bride e November's Doom. O CD foi gravado no Studio Underground, em Västeras, Suécia, produzido por Pelle Saether (Carnal Forge, Opera IX, Nightingale) e masterizado por Peter in de Betou (Opeth, Amon Amarth, Hypocrisy). As dores expressadas nas letras das músicas foram bem traduzidas pela arte de Travis Smith (Anathema, Death, Katatonia).
O terceiro álbum, The Burning Halo, foi lançado em 2006. Em setembro do ano seguinte começam a gravar, Turning Season Within, no Fascination Street Studios, em Örebro. Este álbum foi lançado a 29 de Fevereiro de 2008.
Em outubro de 2010, foi anunciado no site oficial da banda que Draconian havia entrado em estúdio para começar a gravar seu novo álbum, afirmando que a libertação poderia ser esperado na Primavera de 2011. O álbum, de acordo com a banda, têm um estilo mais perto de seus álbuns mais antigos, incorporando violinos em algumas de suas faixas. No dia 24 de junho de 2011, Draconian lançou seu novo álbum  A Rose for the Apocalypse. Em 25 de junho de 2011, a banda também lançou seu videoclipe oficial do álbum A Rose for the Apocalypse para canção "The Last Hour Of Ancient Sunlight"
No dia 15 de novembro de 2011, Lisa Johansson deixou a banda por motivos pessoais, principalmente passar tempo em casa com sua família. 
Em 19 de setembro de 2012, a banda anuncia sua nova vocalista: Heike Langhans (Ex-Inferium).

### Sovran(2015–2016)
Em 30 de outubro de 2015, Sovran, o sexto álbum de estúdio da banda, foi lançado pela Napalm Records. Foi mixado e masterizado por Jens Bogren, com quem já haviam trabalhado. Sovran é o primeiro álbum de Draconian com Heike Langhans, que também co-escreveu algumas das letras.
Em 10 de fevereiro de 2016, a banda anunciou em sua página no Facebook que o baixista Fredrik Johansson estava deixando a banda para passar mais tempo com sua família e devido à sua incapacidade de fazer uma turnê com a banda. Daniel Änghede, que forneceu vocais limpos na música "Rivers Between Us" em "Sovran", tornou-se seu substituto.

### Under a Godless Veil(2020–present)
Em 30 de outubro de 2020, Draconian lançou seu sétimo álbum de estúdio, Under a Godless Veil.
Em 26 de abril de 2022, Draconian anunciou que Niklas Nord havia se juntado à banda na guitarra rítmica e que o guitarrista rítmico de longa data Daniel Arvidsson mudaria para o baixo.
Em 3 de maio de 2022, Draconian anunciou que a vocalista Heike Langhans deixaria a banda para se concentrar em sua família e seus próprios projetos, e que a ex-vocalista Lisa Johansson voltaria à banda. 

## Membros

### Actuais
- Anders Jacobsson - vocais (1995–presente)
- Johan Ericson - guitarra, backing vocals (1994–presente)
- Niklas Nord - guitarra (2022–presente)
- Jerry Torstensson - bateria (2000–presente)
- Daniel Arvidsson - baixo (2005–presente)
- Lisa Johansson - vocais (2002-2011) (2022-presente)

### Ex-membros
- Heike Langhans - vocais (2012–2022)
- Andreas Karlsson - teclados (1997-2008)
- Andy Hindenäs - guitarra (1994-2000)
- Susanne Arvidsson - Vocais, teclados (1995-1997)
- Thomas Jäger - baixo  (2002-2004)
- Magnus Bergström - guitarra (1995-2005)
- Jesper Stolpe - baixo  (1994-2002, 2004-2006)
- Fredrik Johansson - baixo (2006–2016)

## Discografia
Álbuns
- Where Lovers Mourn (2003)
- Arcane Rain Fell (2005)
- The Burning Halo (2006)
- Turning Season Within (2008)
- A Rose for the Apocalypse (2011)
- Sovran (2015)
- Under A Godless Veil (2020)

Singles
- "No Greater Sorrow" (2008)
- "Demon You / Lily Anne" (2012)
- "Stellar Tombs" (2015)
- "Rivers Between Us" (featuring Daniel Änghede, 2015)
- "Lustrous Heart" (2020)
- "Sorrow of Sophia" (2020)

Demos
- Shades of a Lost Moon  (1996)
- The Closed Eyes of Paradise (1999)
- Dark Oceans We Cry (2002)

### Music videos
- "The Last Hour of Ancient Sunlight" (2011)
- "Stellar Tombs" (2016)
- "Sleepwalkers" (2020)
- "The Sethian" (2021)

### Lyric videos
- "Rivers Between Us" (2015)
- "Lustrous Heart" (2020)
- "Sorrow Of Sophia (2020)
- "The Sacrificial Flame (2020)
- "Moon Over Sabaoth (2020)